# DNA-Ligase
DNA-Ligasen sind Enzyme, die DNA-Stränge verknüpfen. Sie bilden dabei eine Esterbindung zwischen einem Phosphatrest und dem Zucker Desoxyribose aus. Sie gehören in der EC-Nummern-Nomenklatur zu den Ligasen und besitzen die Nummer EC 6.5.1.-.
Zerschnittene Nukleinsäuren entstehen bei verschiedenen Vorgängen innerhalb von Zellen:
- Bei der DNA-Replikation entstehen auf dem diskontinuierlichen Strang nicht zusammenhängende DNA-Stücke, die Okazaki-Fragmente. Die Verknüpfung dieser Stücke wird von Ligasen bewerkstelligt.

- Bei verschiedenen DNA-Reparatur-Mechanismen reparieren Ligasen die Strangbrüche.Die DNA-Ligase verknüpft das 5'-Phosphat eines Stranges mit dem 3'-OH des anderen Stranges.

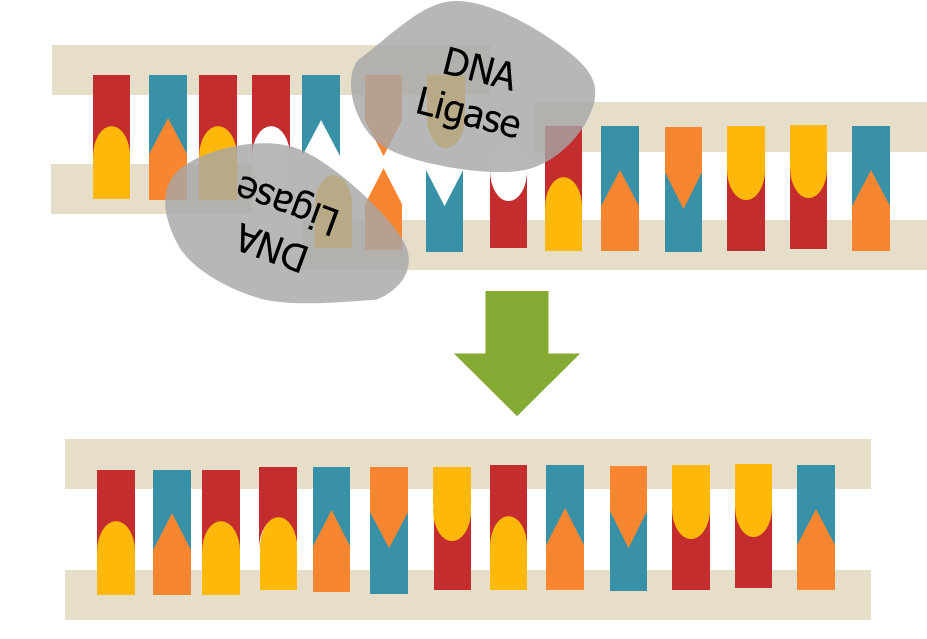
Die DNA-Ligase verknüpft das 5'-Phosphat eines Stranges mit dem 3'-OH des anderen Stranges.

## Verwendung
Die in der Molekularbiologie aus Organismen isolierten bzw. rekombinant hergestellten Ligasen sind ein unverzichtbares Werkzeug, z. B. für die Gentechnik:
Um gezielt DNA-Fragmente neu miteinander zu verbinden, werden die mittels Restriktionsendonukleasen geschnittenen Fragmente zusammen mit der DNA-Ligase und dem entsprechenden Kofaktor inkubiert. Die Ligase verknüpft die DNA-Stränge, sodass sich beispielsweise wieder ein ringförmiges Plasmid ergibt, das anschließend in Bakterienzellen transformiert werden kann.
Die am häufigsten verwendeten DNA-Ligasen sind:
- T4-DNA-Ligase: Sie kann sowohl glatte als auch überhängende Restriktionsenden verknüpfen. Als Kofaktor benötigt dieses Enzym ATP.
- E. coli-DNA-Ligase: Sie kann keine glatten Enden verknüpfen und braucht überhängende Enden. Als Kofaktor benötigt dieses Enzym NAD+.
- Taq-DNA-Ligase: wie E. coli-DNA-Ligase, aber thermostabil